# Codonopsis bulleyana
Codonopsis bulleyana är en klockväxtart som beskrevs av George Forrest och Friedrich Ludwig Diels. Codonopsis bulleyana ingår i släktet Codonopsis, och familjen klockväxter. Inga underarter finns listade i Catalogue of Life.